# Suhoj Su-80
Suhoj Su-80 (v preteklosti S-80) je dvomotorno turbopropelersko twin-boom STOL transportno letalo ruskega proizvajalca Suhoj. Su-80 programo se je začel v poznih 1990ih, vendar je bil zaradi pomanjkanja sredstev odložen za nekaj let. Prvi let je bil 4. septembra 2001. 
Su-80 se uporablja za prevoz tovora, vojakov in pacientov. Uporablja se tudi kot patruljno letalo, možno ga je tudi oborožiti z lahkim orožjem. 

## Specifikacije (Su-80GP)
Podatki iz Suhoj and KNAAPO
Splošne karakteristike
- Posadka: 2
- Število sedežev: 30 potnikov
- Dolžina: 18,26 m (59 ft 10 in)
- Razpon kril: 23,18 m (76 ft 4 in)
- Višina: 5,74 m (18 ft 8 in)
- Površina kril: 44,36 m² (477 ft)
- Teža praznega letala: 8350 kg (18408 Ib)
- Uporaben tovor: 3300 kg (2730 kg)
- Maks. vzletna teža: 14200 kg (31305 Ib)
- Pogon letala: 2 ×  turboprop General Electric CT7-9B, 1305 kW (1750 KM)  vsak

 Zmogljivost 
- Neprekoračljiva hitrost: 575 km/h (358 mph, 311 vozlov)
- Maks. hitrost: 470 km/h (292 mph, 254 vozlov)
- Potovalna hitrost: 430 km/h (267 mph, 232 vozlov)
- Doseg: 1300 km (700 nmi) s 30 potniki
- Višina leta: 8000 m (25000 ft)
- Vzletna razdalja:  830 m
- Pristajalna radzlja:  530 m

Letalska elektronika

- SSI-80 aerial navigation and indication system
- SBKV-P strapdown heading and altitude system
- SVS-80 aerial signals system
- ARK-M avtomatski radio kompas
- A-076 radio altitude-sensing and speed-measuring system
- VIM-95C (VOR/ILS/SP/MRK) navigation and landing systems
- VND-94S(DME) radijski merilec razdalj
- SO-94R (UVD) radar responder
- 4205 airborne national identification responder
- RSBN-85C meteorological short-range navigation system